# Роговой, Павел Прокофьевич
Па́вел Проко́фьевич Рогово́й (бел.  Павел Пракопавіч Рагавы, Павел Пракопавіч Рагаво́й; 1895—1985) — советский белорусский учёный, один из организаторов Агропочвенного института НАН БССР, ведущий почвовед Беларуси, академик АН БССР, Заслуженный деятель науки БССР, доктор сельскохозяйственных наук, профессор, почётный член Всесоюзного общества почвоведов.

## Биография

### Рождение, ранние годы
П. П. Роговой родился 4 (16 июня) 1895 года в деревне Новиловка (ныне — Ветковский район Гомельской области Беларуси) в семье крестьянина. После окончания начальной школы и четырёхклассного городского училища в Чечерске в 1911 году поступил в учительскую семинарию, которую успешно окончил в 1915 году. В этом же году П. П. Роговой был призван в армию, а затем работал учителем начальной школы в селе Рысково Рогачёвского уезда Гомельской губернии.
В 1918 году он поступил в Петровскую (Тимирязевскую) сельскохозяйственную академию. Ещё будучи студентом, Павел Прокофьевич увлёкся научно-исследовательской работой и специализировался по почвоведению и агрохимии под руководством В. Р. Вильямса, А. Н. Соколовского, Д. Н. Прянишникова, А. Г. Дояренко и других выдающихся учёных.
Во время летней практики в 1922 году Павел Прокофьевич провёл исследования почв первой в Беларуси опытной станции в Банцеровщине. Это по существу были первые исследования почв в БССР подобного рода.

### Научная и преподавательская работа

#### 1923—1944 годы
В 1923 году после окончания Тимирязевской сельскохозяйственной академии П. П. Роговой был назначен ассистентом на кафедру почвоведения во вновь открытом Белорусском институте сельского и лесного хозяйства в г. Минске и учёным секретарём почвенно-геологической комиссии Института белорусской культуры (Инбелкульта). Эта комиссия в 1924 году организовала первую Белорусскую конференцию почвоведов и наметила план дальнейших почвенных исследований в республике.
В 1925 году после присоединения к БССР Витебской и Могилёвской губерний, Белорусский и Горецкий сельскохозяйственные институты были реорганизованы в Белорусскую сельскохозяйственную академию в Горках, куда был переведён П. П. Роговой ассистентом кафедры почвоведения, возглавляемой профессором Я. Н. Афанасьевым. Здесь были организованы две экспедиции по исследованию почв БССР, которые возглавили ассистенты П. П. Роговой и А. Г. Медведев. Экспедицией за пять лет были проведены рекогносцировочные и детальные исследования почв всей Беларуси и составлены для всех 10 бывших тогда округов БССР карты почв на 3-верстной основе. Почвенная карта БССР демонстрировалась на первой Всебелорусской сельскохозяйственной выставке в Минске в 1930 году.
В 1930 году на базе факультета лесного хозяйства Белорусской сельскохозяйственной академии был создан в г. Гомеле Белорусский лесотехнический институт им С. М. Кирова (ныне Белорусский государственный технологический университет), где Павел Прокофьевич Роговой возглавил кафедру почвоведения и геологии, и которой в качестве доцента, а позже профессора бессменно руководил до 1974 года. Работая в Гомеле, П. П. Роговой одновременно являлся действительным членом Агропочвенного института АН БССР.
В 1931—1932 годах он проводил исследования почв в междуречье Днепра и Припяти, а в 1933—1936 годах — в долинах рек Днепра, Сожа и Припяти. На основе этих исследований им написана монография «Поймы рек Днепра, Сожа и Припяти и их хозяйственное использование», в которой изложен ряд теоретических вопросов, касающихся генезиса пойменных почв и их использования.
В 1936 году был принят закон о создании водоохранных лесов в соответствии с которым в 1937 году П. П. Роговой организовал и возглавил почвенно-гидрологическую лабораторию в составе БелНИИЛХ. Сотрудники лаборатории провели на Жорновском, Горецком и Щекотовском стационарах в условиях леса и поля изучение водного режима почвогрунтов. В результате исследований установлено, что леса оказывают большую водорегулирующую, почвозащитную и водоохранную роль. Полученные данные фактически явились дальнейшим развитием классических исследований в этом направлении основоположника почвенной гидрологии профессора Г. Н. Высоцкого. Результаты этого большого научного труда изложены в монографии «Водный режим почвогрунтов на территории Белоруссии», которую Павел Прокофьевич издал в 1972 году. В монографии изложены теоретические выводы и практические предложения о целесообразном сочетании леса и сельскохозяйственных угодий в целях улучшения гидрологического режима территории Беларуси. Изложенные в монографии выводы и предложения имеют исключительно важное значение для разработки мероприятий по оптимизации водного режима на повышенных и заболоченных местах, созданию более благоприятных условий для произрастания растительности и повышению урожайности сельскохозяйственных культур, увеличению продуктивности лесов республики.
В 1941 году с началом Великой Отечественной войны П. П. Роговой из Гомеля был эвакуирован с Лесотехническим институтом в Свердловск. Однако и там он вёл активную научную деятельность, где в течение трёх лет принимал участие в экспедиции по изучению лесов Среднего Урала под руководством академика В. Н. Сукачёва и продолжал работу над своей докторской диссертацией. В 1942 году он успешно защитил диссертацию на тему «Строение и водный режим почвогрунтов БССР и их роль в почвообразовании и плодородии почв».

#### Послевоенные годы
В 1944 году П. П. Роговой вместе с Белорусским лесотехническим институтом возвратился в г. Гомель, а в 1946 году институт перебазировался в Минск, куда и переехал Павел Прокофьевич. Здесь им велась большая плодотворная научно-исследовательская работа на базе Негорельского учебно-опытного лесхоза по общесоюзной методике. Изучение биологии леса проводилось методом стационарных наблюдений и опытов. Практически в это же время П. П. Роговой продолжал научно-исследовательскую работу в академическом институте социалистического сельского хозяйства, где руководил отделом стационарных исследований и возглавлял группу почвоведов в АН БССР, которая проводила обследование почв вновь присоединённых Западных областей БССР. На Павла Прокофьевича была возложена задача по организации работ, направленных на обработку и оформление материалов всех ранее проведённых почвенных обследований в БССР. На основе этих работ в 1949 году коллективом ведущих почвоведов под редакцией П. П. Рогового и И. С. Лупиновича была подготовлена и издана карта почв БССР, а в 1952 году — монография «Почвы БССР». Эти научные труды долгое время являлись настольной книгой научных работников, студентов и специалистов сельского и лесного хозяйства БССР, а по некоторым теоретическим положениям актуальны и на сегодняшний день.
Все эти годы П. П. Роговой усиленно занимался научно-исследовательской и педагогической работой, постоянно выезжал в почвенные экспедиции по обследованию земель сельскохозяйственного и лесохозяйственного назначения. Однако одной из важнейших задач, которые он ставил перед собой, было восстановление института почвоведения в составе академии наук для усиления работ по почвенному исследованию всей территории Беларуси. Усилиями Павла Прокофьевича и других ученых-почвоведов республики была доказана необходимость восстановления Института почвоведения, который был создан в 1958 году, — возглавил его П. П. Роговой. Научно-исследовательский институт почвоведения становится не только научно-методическим центром, но и главным исполнителем работ по крупномасштабному исследованию и картированию почв БССР. В течение шести лет были обследованы почвы всех сельхозугодий БССР, составлены для каждого хозяйства почвенные карты в 1:10000 масштабе, картограммы агропроизводственной группировки почв, содержания подвижных форм фосфора, калия, картограммы известкования и очерки почв с указанием мероприятий по рациональному использованию земель. Эти материалы являются научной основой для правильного ведения хозяйств и широко используются при решении вопросов применения удобрений, проектирования севооборотов, мелиоративных работ и т. д.
Важная и большая работа была проведена Павлом Прокофьевичем в организованной им в структуре Института почвоведения лаборатории почвенных процессов по изучению теоретических вопросов. Сотрудники лаборатории под его руководством в стационарных условиях детально изучали вопросы динамики элементов питания растений, в том числе и с использованием метода лизиметрических наблюдений, а также вопросы водно-воздушного режима и физических свойств почв. Это позволило во многом объяснить особенности формирования дерново-подзолистых почв и разработать предложения по целенаправленному повышению плодородия. Высказанные на основе исследований идеи о происхождении лёссовых отложений, о сезонности подзолообразовательного процесса, о динамике элементов почвенного питания имеют важное теоретическое значение до настоящего времени.
Павел Прокофьевич являлся замечательным педагогом. Много сил и энергии он отдавал воспитанию специалистов сельского и лесного хозяйства, подготовке молодых учёных почвоведов, многие из которых стали кандидатами и докторами наук.
Наряду с научной и педагогической деятельностью П. П. Роговой выполнял большую общественную работу. Он неоднократно избирался депутатом Минского городского Совета депутатов трудящихся, где возглавлял комиссию по озеленению города. По его инициативе озеленение Минска производилось путём пересадки взрослых лип, что сокращало сроки решения этой проблемы.
Плодотворная научная, педагогическая и общественная деятельность П. П. Рогового была высоко оценена правительством. Он был награждён высшими государственными наградами Союза и Республики.

## Награды, учёные звания, степени
- Ведущий почвовед Беларуси
- Член-корреспондент АН БССР (1947)
- Академик АН БССР (1953)
- Заслуженный деятель науки БССР (1949)
- Доктор сельскохозяйственных наук
- Профессор
- Почётный член Всесоюзного общества почвоведов

## Научные труды, публикации
П. П. Роговым опубликовано более ста научных работ по различным вопросам почвоведения, в том числе несколько монографий и учебник по почвоведению в двух изданиях. Публикации академика П. П. Рогового являются большим вкладом в развитие почвенной науки Беларуси. Все научные выводы и практические предложения в его трудах всегда опираются на результаты хорошо продуманных и тщательно выполненных экспериментов и наблюдений.
- Почвоведение и почвы БССР / П. П. Роговой — Минск, 1935
- Почвы БССР / П. П. Роговой [и др.]. ; ред.: И. С. Лупинович, П. П. Роговой; Академия наук БССР, Институт социалистического сельского хозяйства, отдел почвоведения. — Минск : Издательство Академии наук Белорусской ССР, 1952. — 270 с.
- Поймы рек Днепра, Сожа и Припяти (в пределах БССР) и их хозяйственное использование / П. П. Роговой, И. П. Янович ; Академия сельскохозяйственных наук Белорусской ССР, Белорусский научно—исследовательский институт земледелия. — Минск : Государственное издательство БССР, Редакция научно—технической литературы, 1957. — 238 с.
- Особенности дерново—подзолистых почв на глубоких флювиогляциальных песках и их строениемо : доклад на научно—практическом совещании по повышению плодородия и производительности лёгких почв / П. П. Роговой ; Министерство сельского хозяйства БССР, Академия сельскохозяйственных наук БССР. — Минск : Издательство Академии сельскохозяйственных наук БССР, 1959. — 18 с.
- Классификация и характеристика лёгких почв БССР : доклад на научно—практическом совещании по повышению плодородия и производительности лёгких почв / П. П. Роговой ; Министерство сельского хозяйства БССР, Академия сельскохозяйственных наук БССР. — Минск : Издательство Академии сельскохозяйственных наук БССР, 1959. — 14 с.
- Сборник научных трудов. Выпуск 1 / Институт почвоведения ; Ред. П. П. Роговой, А. Г. Медведев, Н. П. Булгаков, Т. Ф. Голуб, В. М. Пилько, А. И. Солнцева. — Минск : Государственное издательство сельскохозяйственной литературы БССР, 1961. — 252 с.
- Водный режим почво-грунтов на территории Белоруссии: монография / П. П. Роговой. — Минск : Наука и техника, 1972. — 303 с.
- Почвы Белорусской ССР : научное издание / Белорусский научно—исследовательский институт почвоведения и агрохимии ; Ред. Т. Н. Кулаковская, П. П. Роговой, Н. И. Смеян. — Минск : Ураджай, 1974. — 312 с.

## Память
В целях увековечения памяти заслуженного деятеля науки Белорусской ССР, лауреата государственной премии БССР, академика Академии наук БССР Рогового Павла Прокофьевича, на основании постановления Кабинета Министров Республики Беларусь от 4 июля 1995 года № 358 Академией наук Беларуси и Минским горисполкомом установлена мемориальная доска на доме № 17 по проспекту Ф.Скорины (ныне — проспект Независимости), в котором жил П. П. Роговой в 1960-1984 годах.
В Гомеле в честь П. П. Рогового названа улица.
14 апреля 2005 года в Белорусском государственном технологическом университете установлена мемориальная доска П. П. Роговому.
Имя П. П. Рогового на памятнике известным уроженцам Ветковского района. Памятник в форме раскрытой книги установлен в Ветке (Гомельская область).